# Kai Vittrup
Kai Vittrup, né le 10 novembre 1943 à Struer (Danemark), est un haut fonctionnaire de police européen de nationalité danoise.
Il a dirigé plusieurs opérations internationales de police sous mandat des Nations unies et a conduit la mission EUPOL Afghanistan de l'Union européenne.

## Formation et vie privée
Kai Vittrup a étudié à l'Académie nationale de Police danoise entre 1968 et 1972 et entre 1982 et 1984. Il est diplômé de la FBI Academy et de la NATO School. Il parle danois et anglais.
Il est marié à Regitze Vittrup, avec laquelle il a eu une fille, Ann-Charlotte, née en 1963.

## Fonctions de police au Danemark
Kai Vittrup entre dans la police danoise en 1965 à Copenhague, où il reste trois ans. Il travaille ensuite au sein de la police de Aarhus (1968-1978), de Ringkøbing (1978-1982), de Vejle (1982-1986) puis de Gladsaxe (1986-1988)
En 1988, il dirige le corps antiterroriste.
En 1992, il devient chef de la police de Aalborg.
En 1996, il devient chef de la police de Copenhague.

## Missions de police pour les Nations unies

### Irak (2003-2004)
Entre août 2003 et février 2004, Kai Vittrup dirige les forces de police danoises en Irak, qui doivent aider à bâtir une police irakienne.
En 2010, le site internet WikiLeaks publie des documents confidentiels révélant que de nombreux actes de torture ont été commis sur des prisonniers irakiens à cette époque. Kai Vittrup déclare à la presse :
« Dès le début de la mission, il était bien connu que la police irakienne avait de grandes difficultés à respecter les droits de l'homme. Cela n'a rien d'étrange ni de surprenant. (...)

Il faut se rappeler d'où venaient les policiers irakiens. Ils avaient vécu sous le règne de la terreur de Saddam Hussein pendant des décennies. Ils sont venus d'un monde de violence et de terreur, et cela ne pouvait pas changer d'un jour à l'autre. À l'automne 2003, la guerre en Irak venait de se terminer. Saddam Hussein venait de tomber et c'était le chaos. Il serait naïf de croire que la police irakienne serait soudainement capable de respecter les droits de l'homme.

Il y avait de nouveaux agents, mais la majorité ont été recrutés directement dans la police de Saddam Hussein. (...) C'est un très, très long processus. Je ne justifie pas ce qui s'est passé, mais j'explique pourquoi c'est arrivé. Les policiers irakiens ont un très faible niveau d'éducation, il y avait beaucoup d'analphabètes qui cherchaient avant tout à s'en sortir. Il faut du temps pour apprendre le respect des droits de l'homme. Cela ne vient pas seulement parce que nous disons qu'il le faut. »
— "Irakisk politi stod i lære hos Saddam", information.dk

### Kosovo (2004-2006)
Entre 2004 et 2006, Kai Vittrup est chef des opérations de police au sein de la Mission des Nations unies au Kosovo (MINUK).
En juin 2006, Kai Vittrup annonce qu'il a reçu des menaces de mort de la part de la mafia kosovare albanaise. Il déclare : "On s'habitue aux menaces et si j'étais effrayé, je ne serais pas resté au Kosovo. La menace que j'ai reçue est en fait une menace à tous les agents de l'ONU au Kosovo, c'est pourquoi nous avons commencé une enquête et nous prenons les mesures de protection qui s'imposent." Il démissionne très peu de temps après cette révélation.

### Soudan (2006-2008)
En juillet 2006, Kai Vittrup est nommé chef de la composante police de la Mission des Nations unies au Soudan (MINUS). Il est à la tête d'une force de police de 650 agents issus de 39 pays. Leur mission, appuyée par une force militaire vise à soutenir la bonne application de l'accord de paix entre le gouvernement du Soudan et le mouvement rebelle sud-soudanais APLS, et à assurer le respect des droits humains fondamentaux.

## Mission de l'Union européenne
Le 16 octobre 2008, Kai Vittrup devient chef de la mission de police de l'Union européenne en Afghanistan (EUPOL). Il déclare : "Le but est d'obtenir des résultats visibles. Il faut que les gens voient des policiers patrouiller dans les rues - une force de police en laquelle ils aient confiance. Nous sommes là pour bâtir une force de police pour la protection des Afghans, et indirectement pour notre propre protection, pour éviter le terrorisme. Nous allons créer une force de police pour eux, et avec eux. Ce dernier point est important. Si les Afghans n'acceptent pas ce que nous faisons, ils le changeront dès que nous aurons quitté le pays."
Kai Vittrup annonce en mars 2010 son intention de quitter son poste pour travailler dans une entreprise privée. Il est remplacé par Jukka Savolainen.
La ministre des Affaires étrangères du Danemark, Lene Espersen, déclare : "Nous déplorons la décision de Kai Vittrup de quitter ses fonctions de chef de la mission de police de l'Union européenne en Afghanistan. Le gouvernement danois a entièrement soutenu ses efforts. Il a effectué un travail formidable en tant que chef de la mission EUPOL."
En octobre 2010, Kai Vittrup critique l'organisation de la mission EUPOL Afghanistan. Il souligne notamment l'inefficacité de la prise de décision au niveau de l'Union européenne. Il déclare : "Si nous avions dû suivre toutes les règles, nous n’aurions jamais pu commencer. Avec la force d’inertie qui existe dans le système de l’Union européenne, la guerre aurait été finie avant qu’on n'ait le feu vert de Bruxelles."

## Carrière privée
En mai 2010, Kai Vittrup devient conseiller principal à la sécurité en Arabie saoudite pour l'entreprise aéronautique européenne EADS. L'entreprise fournit au ministère de l'Intérieur saoudien des services de surveillance des frontières.

## Publications
- Man skal gøre en forskel (Il faut faire une différence), autobiographie écrite en collaboration avec le journaliste Andreas Thøgersen Fugl, publiée en 2004. Il y raconte notamment son quotidien à la tête de la force de police des Nations unies pendant la guerre d'Irak[13].

- Til den yderste grænse (La dernière frontière), autobiographie écrite en collaboration avec le journaliste Michael Holbek Jensen, publiée en 2010. Il évoque son travail au sein des missions internationales qu'il a conduites[14].

## Décorations et récompenses
- Prix d'honneur Ebbe Muncks, remis le 10 novembre 2006 par la reine Margrethe II[15].